# Sächsische Kommunale Kassen- und Buchführungsverordnung
Die Sächsische Kommunale Kassen- und Buchführungsverordnung (SächsKomKBVO) ist eine seit März 2005 gültige Rechtsnorm im Freistaat Sachsen, die Aufgabenbereiche und Zuständigkeiten der Gemeindekassen regelt.

## Geschichte
Mit Inkrafttreten der SächsKomKBVO am 1. März 2005, trat die zuvor geltende Verordnung des Staatsministeriums des Innern über die Kassenführung der Gemeinden des Freistaates Sachsen (Gemeindekassenverordnung – GemKVO) vom 8. Januar 1991 (SächsGVBl. S. 10) außer Kraft.

## Aufbau des Gesetzes
Die SächsKomKBVO ist in sieben Abschnitte unterteilt.
- Aufgaben und Organisation der Gemeindekasse,
- Kassenanordnungen,
- Zahlungsverkehr,
- Verwaltung der Kassenmittel und Wertgegenstände,
- Buchführung, Belege und Aufbewahrung,
- Besorgung von Kassengeschäften durch Stellen außerhalb der Gemeindeverwaltung,
- Sonderkassen und Begriffsbestimmungen.

## Aufgaben der Gemeindekasse
Zu den Kassengeschäften, die die Gemeindekasse nach § 86 Absatz 1 Satz 1 der Sächsischen Gemeindeordnung zu erfüllen hat, gehören
- 1. die Annahme der Einzahlungen und die Leistung der Auszahlungen,
- 2. die Verwaltung der Kassenmittel,
- 3. die Verwahrung von Wertgegenständen und anderen Gegenständen sowie
- 4. die Buchführung einschließlich der Sammlung aller erforderlichen Belege.

In Ausnahmefällen kann eine andere Stelle in der Verwaltung mit solchen Aufgaben beauftragt sein. Der Bürgermeister trifft die entsprechenden Anordnungen.

## Kassenanordnungen
Kassenanordnungen sind verwaltungsinterne Verfügungen, die zur Annahme oder Auszahlung liquider Mittel in der Gemeindekasse ermächtigen oder Buchungen veranlassen, die keine Zahlungsmittelflüsse darstellen. Eine Kassenanordnung darf nur aufgrund einer schriftlichen oder auf elektronischem Wege übermittelten Anordnung (Kassenanordnung) erfolgen. Besondere Fälle stellen Einlieferungs- oder Auslieferungsanordnung dar, wobei Gegenstände in Verwahrung genommen oder ausgeliefert werden.

## Zahlungsverkehr
Der gemeindliche Zahlungsverkehr ist nach § 12 vorrangig in unbarer Form durch die Mitarbeiter der Gemeindekasse und in deren Räumen vorzunehmen. Die gesetzlichen Zahlungsmittel sowie Geldkarten, Debitkarten, Kreditkarten oder Schecks können gemäß § 13 von der Gemeindekasse angenommen werden. Eine Quittung für Einzahlungen ist nach § 14 auf Verlangen auszustellen, bei Schecks ist darauf ein Vermerk Eingang vorbehalten zu vermerken.
Die Gemeindekasse hat nach § 15 die Einzahlungen, die nicht fristgerecht eingegangen sind, unverzüglich zwangsweise einzufordern oder die zwangsweise Einziehung in die Wege zu leiten. Zur Überwachung der Forderungen (Erträge, Einzahlungen) muss eine vollständige Kontrolle dieser Geschäftsvorfälle gewährleistet werden. Zur Haushaltüberwachung werden sogenannte Personenkonten eingerichtet, nach denen für jeden Zahlungspflichtigen die Forderungen der Gemeinde erkennbar sind.
Auszahlungen werden zu den Fälligkeitsterminen getätigt. Bestehen gegenüber dem Zahlungsempfänger Forderungen der Gemeinde, sollen diese in Höhe des Betrages zu den Auszahlungen gegengerechnet werden.
Kreditinstitute können nach § 16 von der Gemeinde beauftragt werden, Forderungen von Empfangsberechtigten unter gewissen Bedingungen abbuchen zu lassen.
Im § 17 sind die Auszahlungsnachweise geregelt. Barauszahlungen sind demnach nur gegen Quittungen zu leisten, sofern der Bürgermeister im Einzelfall keine andere Verfahrensweise wegen besonderer Umstände genehmigt hat.

## Verwaltung der Kassenmittel und Wertgegenstände
Die Verwaltung der Kassenmittel nach § 18 unterliegt der Regelungskompetenz des Bürgermeisters, der über die Errichtung von Konten bei Kreditinstituten und die Bewirtschaftung des Kassenbestandes entscheidet. Zahlungsmittel und Vordrucke bedürfen nach § 19 eine sichere Aufbewahrung, deren Art und Umfang durch den Leiter der Gemeindeverwaltung bestimmt wird. Die Verwahrung von Wertgegenständen sowie anderen Gegenständen sind in den §§ 20 und 21 geregelt.

## Buchführung, Belege und Aufbewahrung
Die Kassenbücher sind durch die Bediensteten der Gemeindekasse so zu führen, dass das Vermögen und die Verbindlichkeiten sowie alle Vorgänge, die zur zahlenmäßigen Änderung des Vermögens oder Schulden und insbesondere durchlaufende Kassenmittel nach den Grundsätzen ordnungsmäßiger Buchführung (GoB) erfasst werden. Die dafür erforderlichen Eintragungen müssen vollständig, richtig, zeitgerecht, geordnet und nachprüfbar vorgenommen werden. Alle Buchungsvorfälle und zugehörigen Eintragungen müssen bezüglich ihrer Entstehung und Abwicklung in den Unterlagen der Gemeindekasse nachvollziehen lassen und revisionsfest geführt werden.
Der § 23 verweist darauf, dass der Kontenrahmen für die Buchführung nach den Bestimmungen der Sächsischen Gemeindeordnung (§ 128 SächsGemO) zu verwenden ist. Es folgen bis § 28 nähere Bestimmung zur Führung der Bücher.
Der Gemeindekasse ist nach § 30 eine tägliche Feststellung des Kassenistbestands und Kassensollbestands vorgeschrieben. Die Bestandsangaben sind sofort in das Tagesabschlussbuch zu übernehmen. Der § 31 empfiehlt zur Kontrolle der korrekten zeitlichen und sachlichen Buchung der Kassenmittel einen mindestens vierteljährlich vorzunehmenden Zwischenabschluss, sofern nicht der Bürgermeister eine andere Entscheidung getroffen hat. Zum Ende des Kalenderjahres sind gemäß § 32 das Zeit- und das Hauptbuch mit dem Ende des Haushaltsjahres abzuschließen. Nach dem Abschlussstichtag dürfen nur noch Buchungen vorgenommen werden, die zahlungsunwirksamen Charakter haben.
Alle Buchungen müssen mittels Kassenanordnungen und Zahlungsnachweise sowie durch Unterlagen, aus denen der Grund der Einzahlungen oder Auszahlungen ersichtlich ist, belegt sein. Die Buchungsbelege müssen inhaltlich schlüssig zu den Eintragungen in den Büchern stehen.

## Besorgung von Kassengeschäften durch Stellen außerhalb der Gemeindeverwaltung
Die Gemeinden können auf der Basis des § 87, Absatz 1 der Sächsischen Gemeindeordnung durch eine externe Stelle ausführen lassen. Die Buchführung ist mit denen der Gemeindekasse kongruent gestellt. Durch besondere Maßnahmen ist dabei zu sichern, dass die Grundsätze der ordnungsgemäßen Buchführung (GoB) sowie die gesetzlichen Rahmenbedingungen, der Datenschutz eingehalten werden sowie eine mindestens monatliche Abrechnung erfolgt.

## Sonderkassen und Begriffsbestimmungen
Sonderkassen nach § 38 sind Kassen, die nach diesem Gesetz eingerichtet werden und arbeiten. Sie sind mit der Gemeindekasse, ähnlich wie die Zahlstellen, verbunden, soweit keine andere Regelung in einer Rechtsvorschrift getroffen wurde. Das unterstreicht das Prinzip der Einheitskasse. Sonderkassen sind häufig in Einrichtungen des gemeindlichen Sondervermögens eingerichtet.
Alle Regelungen nach den Bestimmungen dieser Verordnung durch den Bürgermeister sind zwingend an die Schriftform gebunden.
Mit dem § 41 werden wesentliche Begriffsbestimmungen aufgeführt, die als Legaldefinitionen im Zusammenhang des sächsischen kommunalen Haushaltsrechts gelten.